# Spårvägens Råsundaanläggning

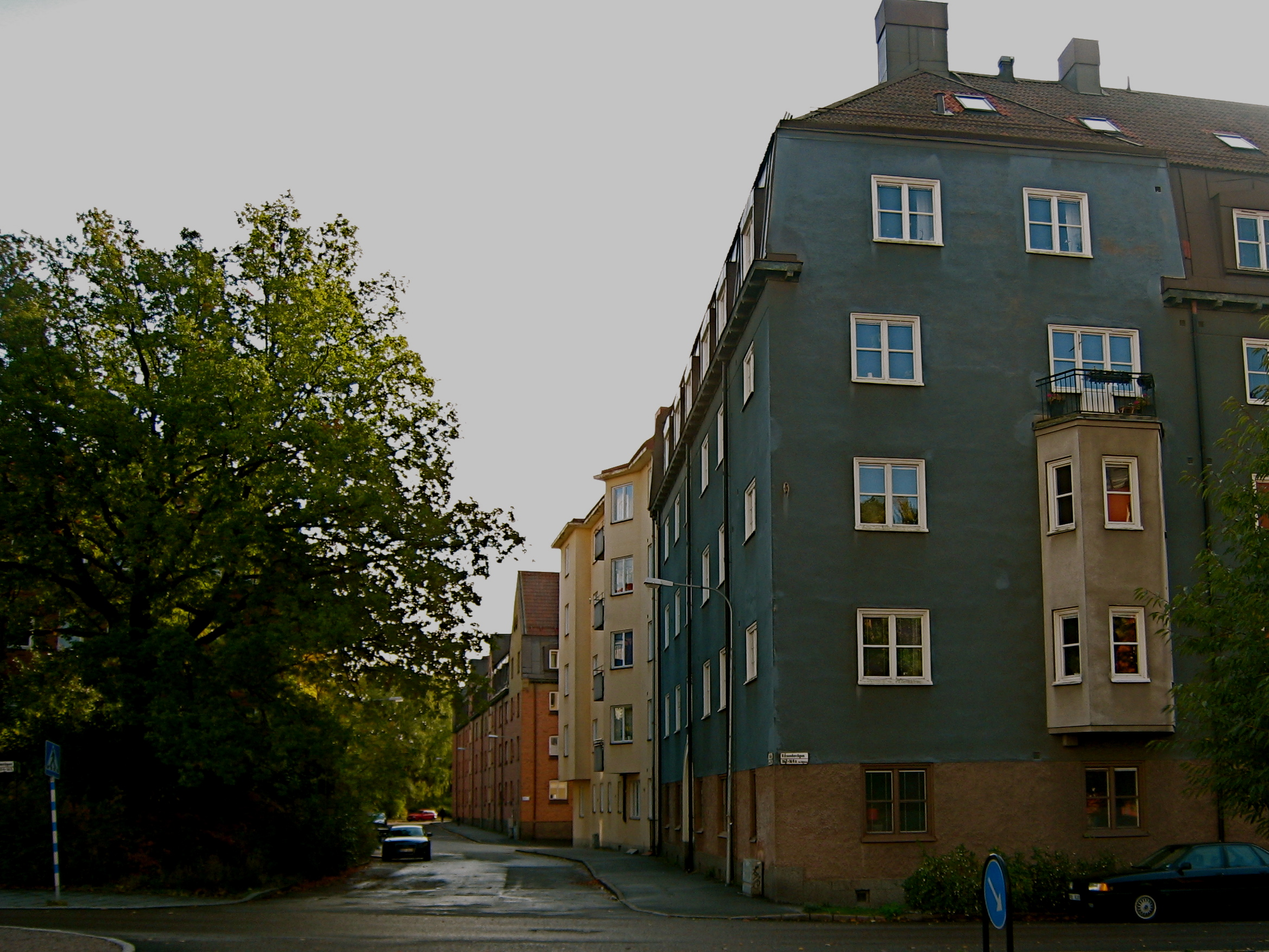
Kvarteren Björken (i förgrunden) och Boken sedda från Råsundavägen 2009

Spårvägens Råsundaanläggning var en verkstad och serviceanläggning i Råsunda strax norr om Stockholm uppförd kring 1910.  I anslutning till anläggningen byggdes samtidigt de två  kulturhistoriskt värdefulla kvarteren Boken och Björken. Kvarteren hade en stark anknytning till Stockholms Spårvägar och innehöll personalbostäder samt uppfördes med stöd av spårvägsbolagets koncession och stadsplan av hävd. Kvarteren är beläget vid gränsen mellan Solna och Sundbybergs kommuner. Spårvägens verksamhet nedlades 1959 och de sista kvarvarande verkstadsbyggnaderna och spårvagnshallarna revs 1985.

## Bakgrund
Kvarteren ligger i utkanten av Råsunda, ett område som i början av 1900-talet bebyggdes av Stockholms Spårvägars dotterbolag Råsunda Förstads AB. Den första förlängningen av spårvägen från Haga Södra till gränsen mot Sundbybergs köping längs dagens Råsundavägen blev färdig 1908. Vid den nya ändstationen uppfördes 1910-1911 reparations- och serviceverkstäder för spårvagnarna. I kvarteret Boken uppfördes personalbostäder åt arbetarna, medan kvarteret Björken bebyggdes av enskilda byggherrar men det kom också till stor del att bebos av spårvägens arbetare. De sista banden till spårvägen tog slut 1959 när trafiken nedlades och husen såldes, verkstaden stod kvar till 1985 på grund av ett mycket långvarigt kommunalt byggnadsförbud med syftet att överta marken som även till viss del forcerat tillstyrktes av Byggnadsstyrelsens länsarkitektfunktion. Efter att Solna kommun övertagit marken uppfördes nuvarande kvarteret Hallen på marken där verkstaden och vagnhallarna tidigare stått. Bostadshusen i kvarteret Boken och Björken är fortfarande bebodda och är ett populärt bostadsområde.

## Bebyggelse
Båda kvarteren kännetecknas av en uttrycklig nationalromantisk arkitektur. Byggnaden har tegelfasader med kantiga burspråk, fönster och dörrar avslutas med rund eller stickbågar och fönsterrutorna var uppdelade i smårutor efter förebild från äldre arkitektur. Byggnaderna har också rikt dekorerade med medeltidsinspirerade blinderingar. Boken är ritad av arkitekt A Ljunggren och husen i Björken av Ljunggren tillsammans med Gustaf Hugo Sandberg.
Delar av de äldre stenhusen i kvarteren har varit föremål för bränder, främst på tidigt 1900-tal varför byggnadernas utformning har ändrats över tid. Solna stads bildarkiv innehåller fotografier på hur byggnaden såg ut i historisk tid. Fotografi från tidigt 1900-tal som visar ungefär hur personalbostädernas innergård såg ut när den var nybyggd.

## Kulturhistoriskt värde
Kvarteren Björken och Boken utgjorde tillsammans med den forna verkstäder en unik sammanhållen miljö av bostäder och arbetsplatser som är ovanligt i storstäder, dock erbjuder fortfarande bostadskvarteren en unik sammanhållen nationalromantisk miljö och speciellt kvarteret Boken har en mängd tidstypiska detaljer bevarade. Vid en olycklig renovering 1969 byttes dock fönstren ut i kvarteret.

## Bilder
Bilder på kvarteret Boken från hösten 2009.

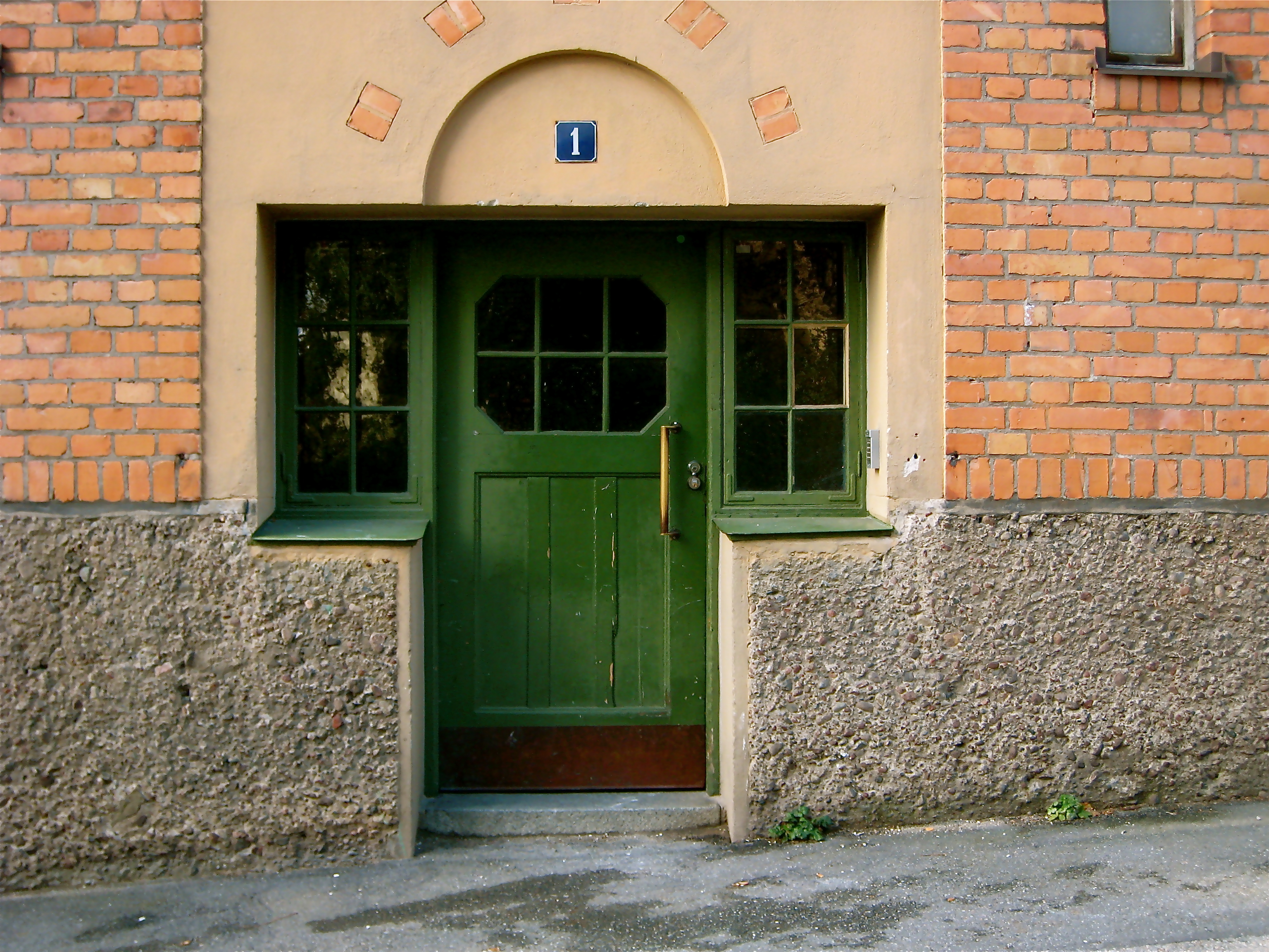
Port mot gata
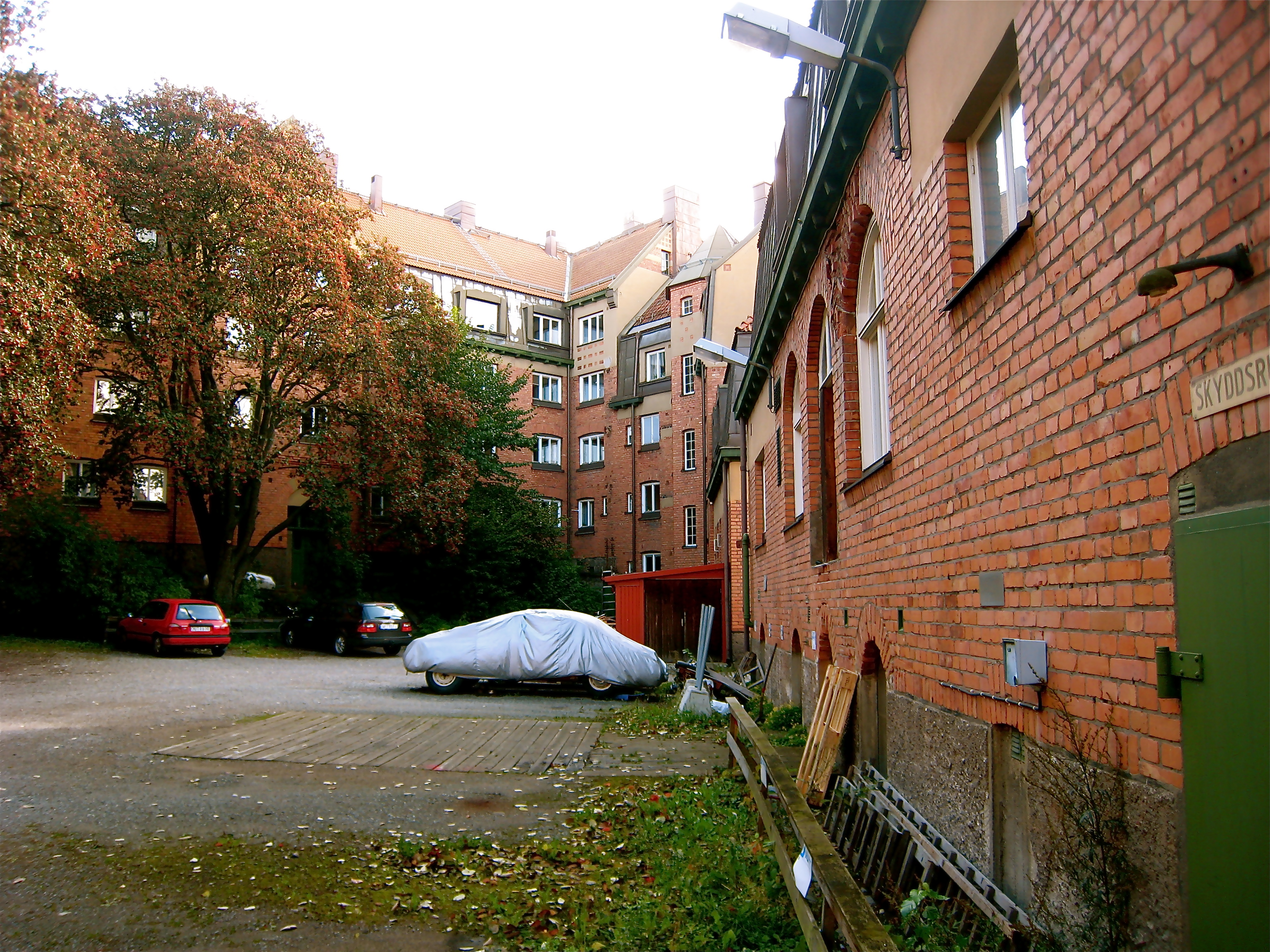
Innergård
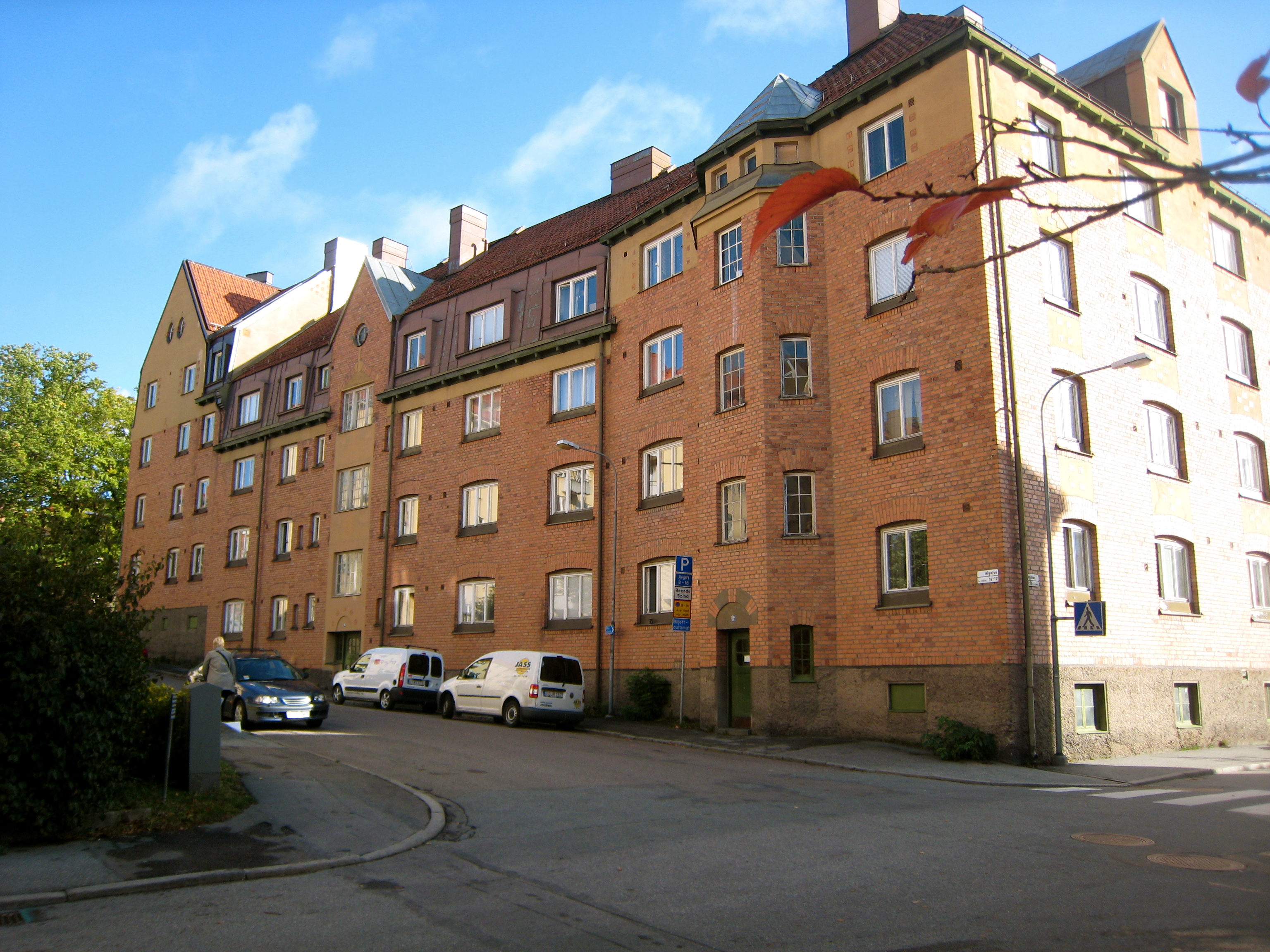
Fasad mot gatan
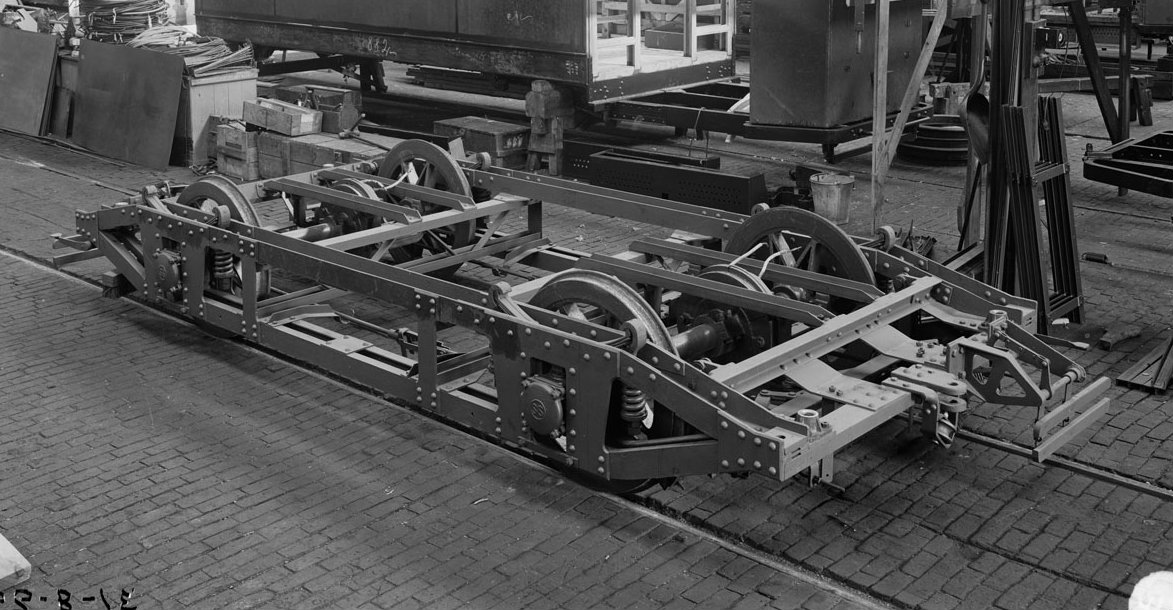
Spårvagnstruck till släpvagn på Råsunda verkstäder